# Höfle-Telegramm

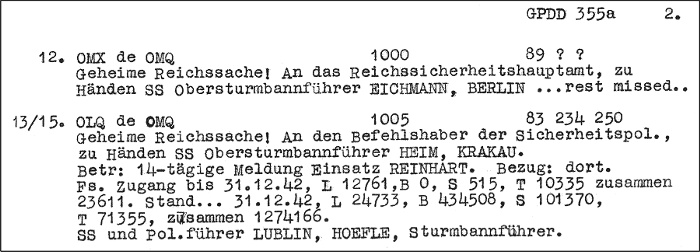
Entzifferter Funkspruch Höfles vom 11. Januar 1943

Das so genannte Höfle-Telegramm ist ein Funkspruch, mit dem Hermann Höfle vom Stab des SS- und Polizeiführers Lublin, Odilo Globocnik, am 11. Januar 1943 Zahlenangaben über die jüdischen Opfer meldete, die bis zum Jahresende 1942 in Vernichtungslagern der Aktion Reinhardt ermordet worden waren. Die Quelle wurde erst 2001 veröffentlicht. Früher publizierte Forschungsarbeiten zu den Opferzahlen in diesen Lagern müssen abgeglichen werden.